# Хвани и пусни
„Хвани и пусни“ (на английски: Catch and Release) е американска романтична комедия от 2006 г. на режисьора Сузана Грант, и участват Дженифър Гарнър, Тимъти Олифант, Кевин Смит, Сам Йегър, Фиона Шоу и Джулиет Люис. Премиерата на филма се състои във филмовия фестивал в Остин през октомври 2006 г. и е пуснат по кината в Съединените щати на 26 януари 2007 г.